# Burgstraße 42 (Wernigerode)

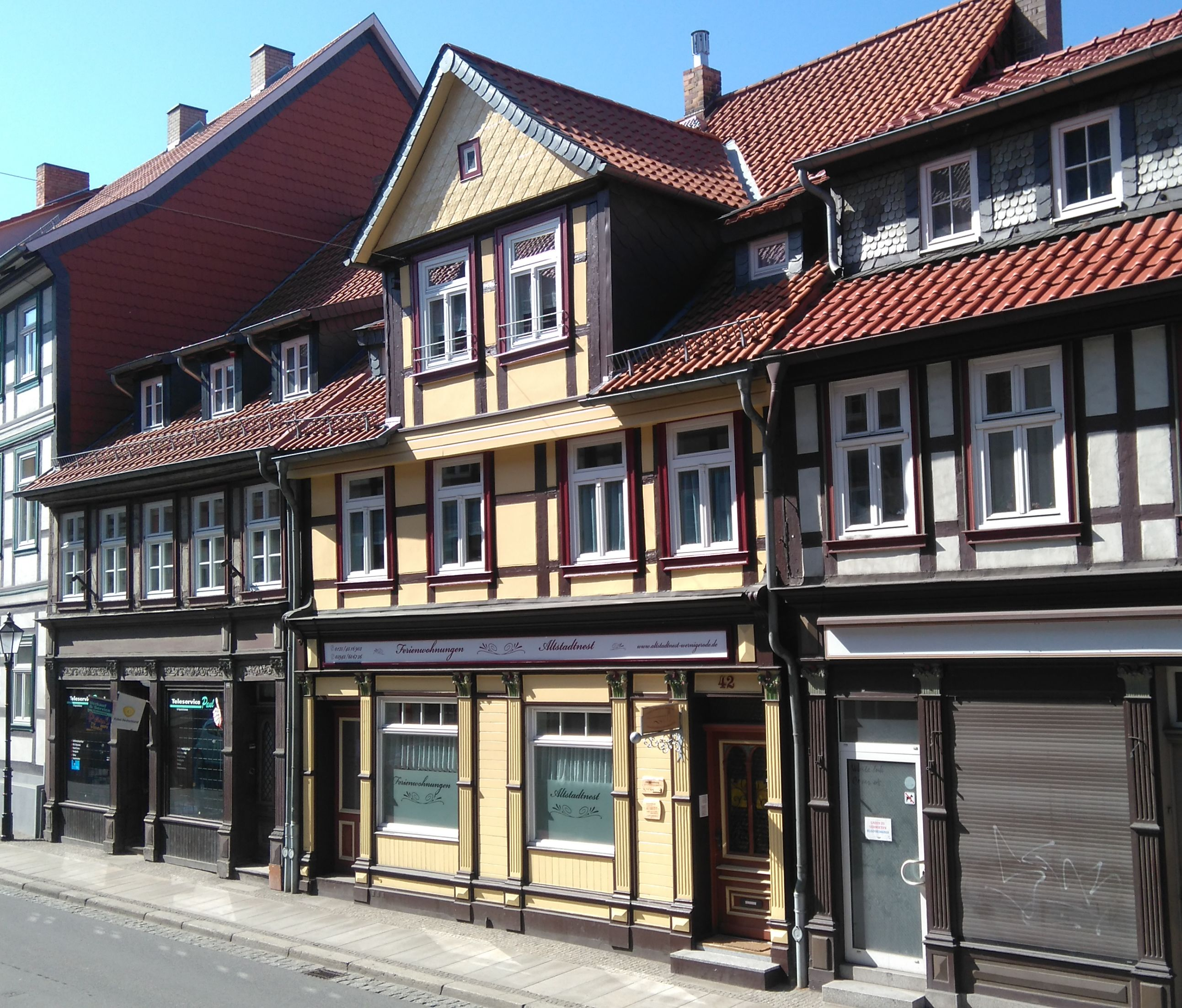
Burgstraße 42 (Altstadtnest)

Das Haus Burgstraße 42 ist ein denkmalgeschütztes Gebäude in der Stadt Wernigerode in Sachsen-Anhalt im Landkreis Harz.

## Lage
Es befindet sich an der Südwestseite der Burgstraße unterhalb vom Schloss Wernigerode in der Altstadt Wernigerode unweit der Liebfrauenkirche, schräg gegenüber dem Robert Koch-Institut. Das städtebaulich markante dreigeschossige Fachwerkgebäude mit zwei Türen, zwei früheren Schaufenstern und einem zweifenstrigen Giebel zur Straßenseite tritt etwas aus der übrigen Bebauung hervor.

## Architektur und Geschichte
Das heutige Gebäude mit Hofraum und Anbau entstand nach dem Stadtbrand von 1751 als Fachwerkhaus und wurde zunächst als Wohnhaus und Werkstatt eines Goldschmiedemeisters genutzt. Zu den späteren Bewohnern zählten im ausgehenden 19. Jahrhundert der Büchsenmacher Hermann Jung und ab 1896 der Wernigeröder Kaufmann Gustav Rose. 2014 erfolgte eine Komplettsanierung des Gebäudes und eine Umnutzung in drei Ferienwohnungen unter dem Namen Altstadtnest.